# 245 Vera
245 Vera је астероид главног астероидног појаса. Приближан пречник астероида је 79,50 km,
а средња удаљеност астероида од Сунца износи 3,098 астрономских јединица (АЈ).
Инклинација (нагиб) орбите у односу на раван еклиптике је 5,159 степени, а орбитални период износи 1992,630 дана (5,455 година). Ексцентрицитет орбите астероида износи 0,194.
Апсолутна магнитуда астероида износи 7,82 а геометријски албедо 0,208.
Астероид је откривен 6. фебруара 1885. године.